# Campeonato Brasileño de Fútbol 1967 (Taça Brasil)
El Campeonato Brasileño de Fútbol 1967, oficialmente Taça Brasil fue el undécimo torneo válido para el Campeonato Brasileño de Serie A. Fue organizado por la Confederación Brasileña de Fútbol con la finalidad de elegir el campeón brasileño de fútbol de 1967 y al cuadro representante de Brasil en la Copa Libertadores 1968, la décima edición de dicha competencia.
El torneo reunió a 21 Campeones estaduales del país, comenzó el 30 de julio de 1967 y finalizó el 29 de diciembre del mismo año. El Palmeiras de São Paulo ganó el campeonato, el tercer título nacional del club en 8 años de competencias, al vencer en la final el Clube Náutico Capibaribe.
| Bandera del estado de São Paulo |
| Campeón                         |
| Palmeiras 3.er título           |